# Sulfotep
Sulfotep, de triviale naam voor diethoxyfosfinothioyloxy-diethoxy-sulfanylideen-λ5-fosfaan, is een organische verbinding met als brutoformule C8H20O5P2S2. De stof komt voor als een lichtgele vloeistof met een kenmerkende geur, die onoplosbaar is in water.
Sulfotep wordt gebruikt als insecticide en acaricide. Handelsnamen van de stof zijn onder andere: ASP 47, Bay-E-393, Dithion, Dithiofos, Dithiotep, Bladafum, Dithione, Thiotepp, Pirofos en Fulex. Het technische product is een donkergekleurde vloeistof met een kookpunt van 131-132°C bij 0,267 kPa.

## Toxicologie en veiligheid
De stof ontleedt bij verhitting, met vorming van zeer giftige dampen van fosforoxiden en zwaveloxiden. Sulfotep reageert met sterk oxiderende stoffen en tast ijzer, sommige vormen van kunststof, rubber en coatings aan.
De stof is irriterend voor de ogen en de huid. Ze kan effecten hebben op het zenuwstelsel, met als gevolg stuiptrekkingen en ademhalingsfalen. Sulfotep brengt ook een remming van cholinesterase teweeg. Blootstelling ver boven de toegestane beroepsmatige blootstellingsgrenzen kan de dood veroorzaken (0,1 mg/m³).